# Perré
Pour les articles homonymes, voir Perré (homonymie).

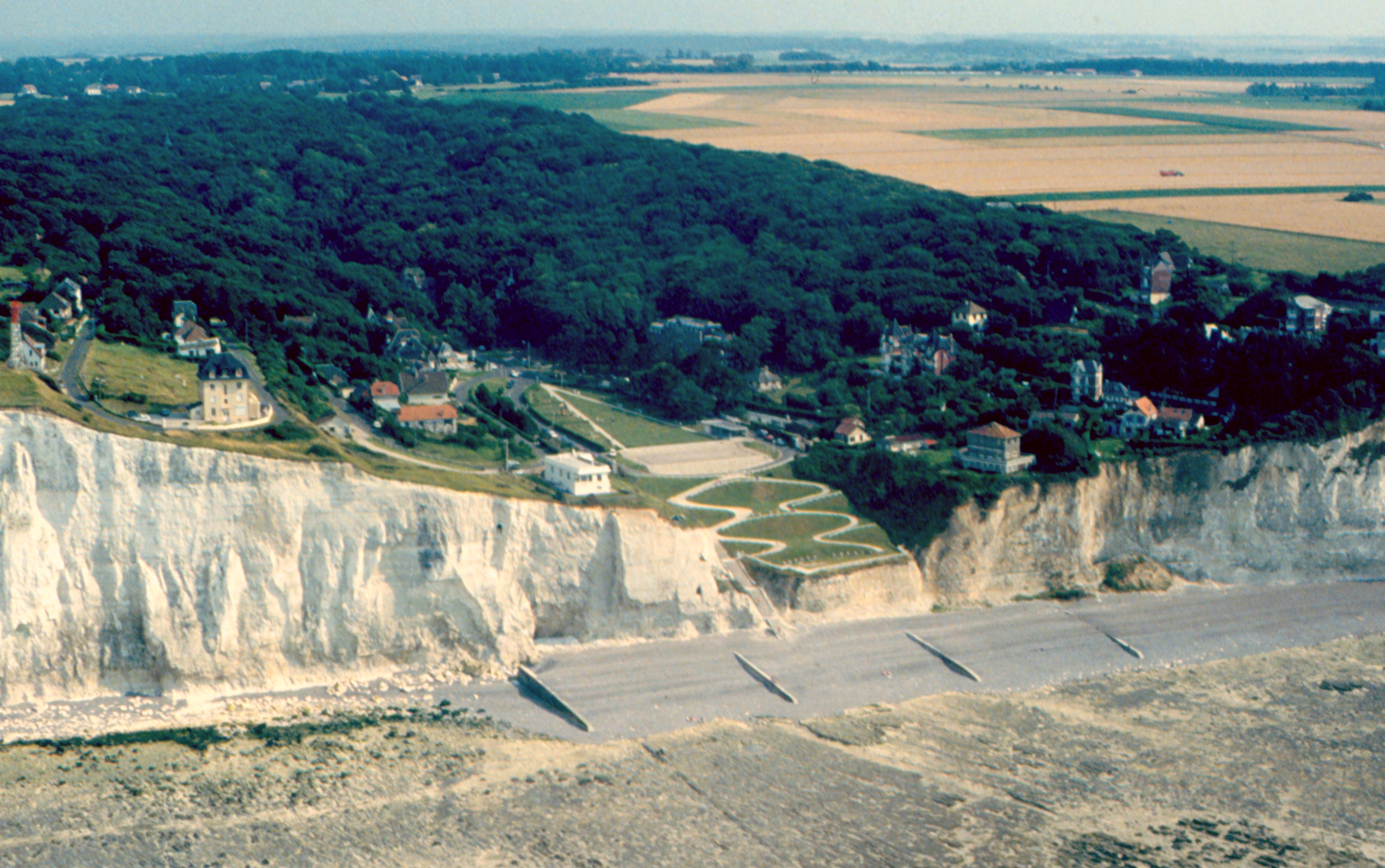
Perré en enrochement au pied de la falaise d'Ault pour en limiter le recul et casquette en haut de versant pour éviter les ruissellements.

Un perré est un revêtement en pierre sèche ou en pierre liée au mortier que l'on aménage au pied ou sur le flanc d'un talus sujet à des glissements ou d'une tranchée susceptible d'être dégradée par les eaux.

Stratégies d'adaptation aux changements climatiques pour diminuer les risques face à l'élévation du niveau marin pour les communautés côtières : ➀ pas de réponse ; ② protection avancée (perré) ; ③ ajustement ; ④ avancée ; ⑤ retrait ; ⑥ adaptation basée sur les écosystèmes.

En ingénierie côtière, un perré est un ouvrage longitudinal, constitué d'un revêtement (originellement en pierres liées ou non, puis en béton ou maçonné) recouvrant un talus déjà stable, ce qui le distingue de la digue côtière qui possède deux talus éventuellement renforcés. Par extension, le perré désigne le mur de soutènement de la digue perreyée, que son profil transversal soit vertical, incliné, convexe, ou en marches d'escalier.

## Étymologie et évolution sémantique

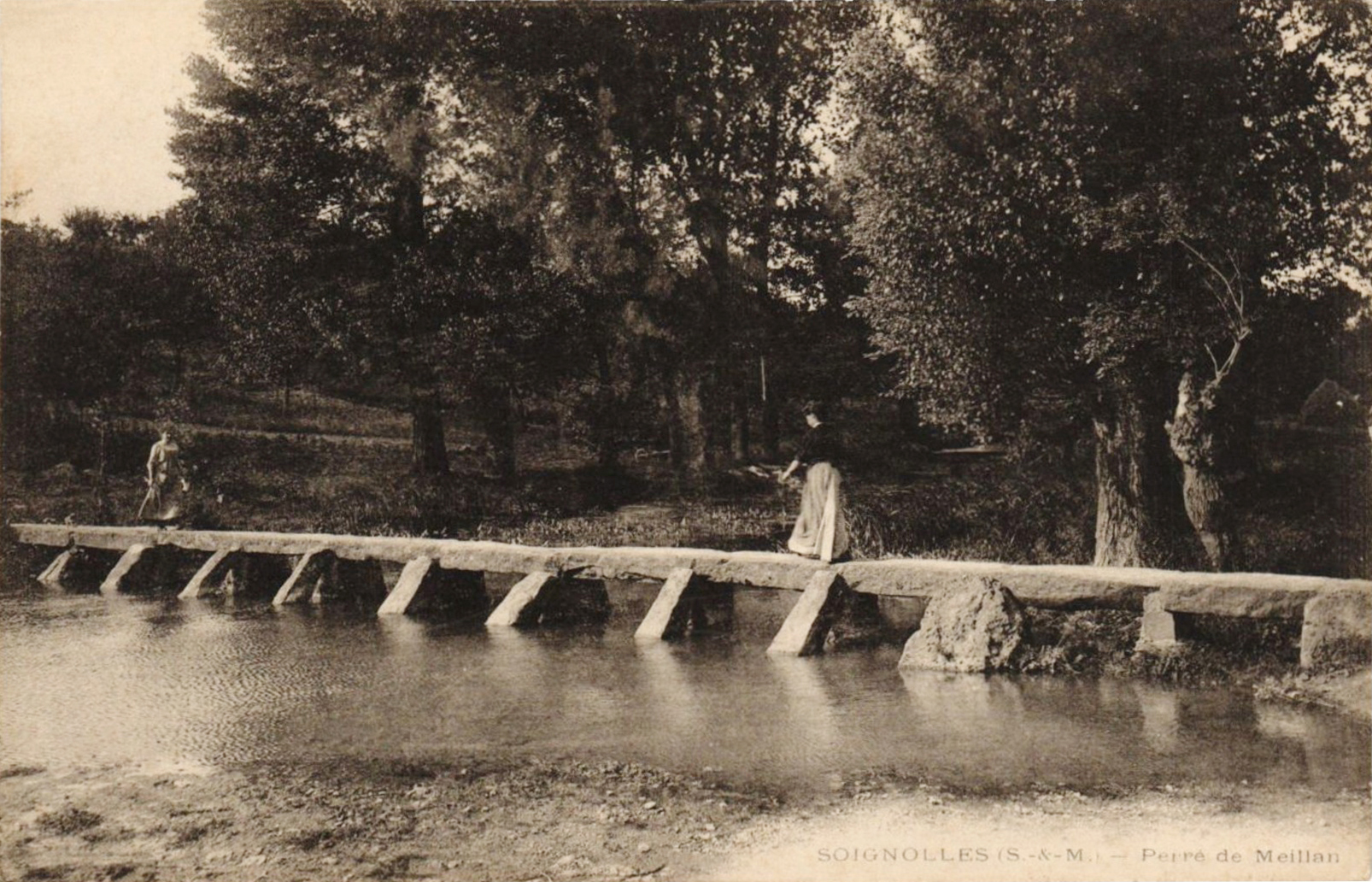
Perré dit de Meillant à Soignolles-en-Brie en Seine-et-Marne (France).

« Perré » est issu de la substantivation de l'adjectif « perré », signifiant « de pierres », « en pierres » en français médiéval des XIIe et XIIIe siècles. Cet adjectif est le participe passé d'un verbe « perrer », signifiant « garnir de pierres », « empierrer ».
Le terme est attesté en 1301 orthographié « pairé » et sous l'acception de « gué pavé », en 1553 au sens de « chemin empierré » et en 1767 au sens de « revêtement en pierres (pour protéger les berges d'une rivière) ». On rencontre parfois l'orthographe « perret ».
Au substantif « perré » correspond le verbe « perreyer », c'est-à-dire revêtir d'un perré. On parle ainsi de « talus perreyé », de « digue perreyée ». L'ouvrier qui construit des perrés est un « perreyeur ».
Autres sens de « perré » :
- rivage de la mer couvert de pierres ou de galets,
- partie d'un chemin qui est de pierres ou de pavés (synonyme : « chemin ferré »).

## Structure
Les perrés peuvent être classés en trois groupes :
- les perrés simples à pente douce,
- les perrés simples à pente forte,
- les perrés doubles à pente forte[6].

## Emplois
Les perrés se rencontrent 
- sur les berges d'une rivière ou d'un fleuve, les parois d'un canal[3] ;
- à l'approche de ponts,
- en bordure de routes,

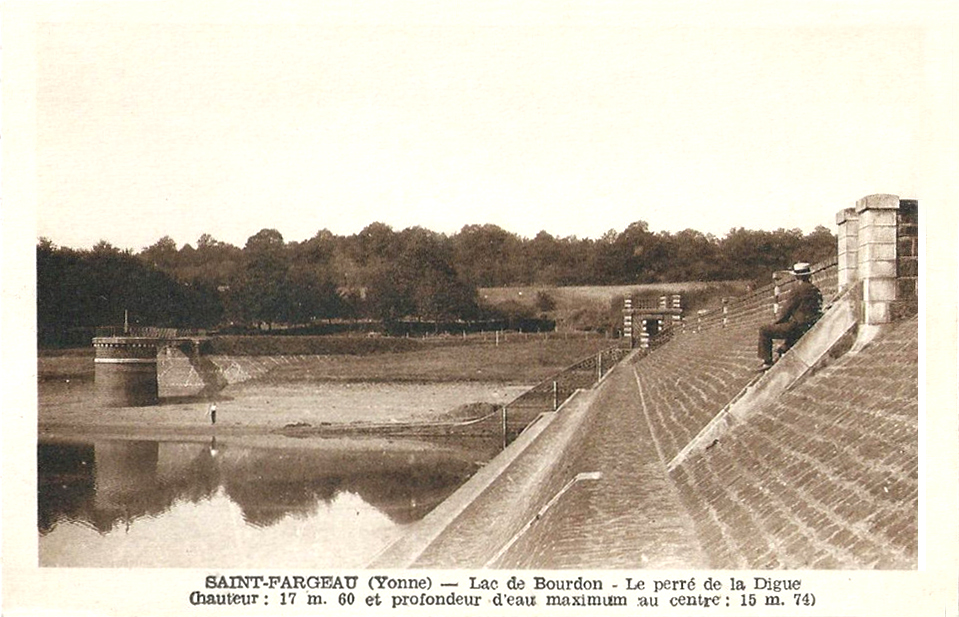
Perré de la digue du lac de Bourdon à Saint-Fargeau (Yonne). Le perré est à forte pente et à plusieurs degrés.

- en bordures de voies de chemin de fer,
- sur la digue d'une retenue,
- en bordure de la plage d'une station balnéaire.

Le développement des stations balnéaires au XIXe siècle généralise la vogue des digues promenades dont les murs de soutènement sont des perrés au profil vertical. La crête de ces digues porte des promenades qui mettent en valeur les constructions de front de mer. Depuis la fin du XXe siècle, l'ingénierie côtière fait appel aux perrés d'enrochement qui s'intègrent mieux dans un paysage côtier, absorbent davantage l'énergie des vagues et offrent une meilleure résistance à leur déferlement. Les perrés constituent 75 % des ouvrages de haut de plage du littoral français à la fin du XXe siècle.

## Maçonnerie
En règle générale, les pierres de revêtement sont fichées dans le substrat perpendiculairement à la ligne de pente. Pour obtenir une surface lisse, il suffit de dégauchir le parement des pierres avant la pose. Autre possibilité : le revêtement peut être une maçonnerie à assises horizontales qu'on élève par degrés.
Les perrés des rives de fleuve et des digues de retenue peuvent être en maçonnerie sèche ou en maçonnerie hydraulique. Une bonne maçonnerie au mortier hydraulique permet de donner moins d'épaisseur au perré et d'employer de petits matériaux. Si un affouillement se produit à la base, le revêtement forme voûte et peut se maintenir pendant un certain laps de temps en attendant la réparation. Si une maçonnerie en pierre sèche a l'avantage de tolérer de légères déformations, en revanche elle risque de se couper en deux sur toute la hauteur du talus si le pied de celui-ci est attaqué.